# Viscount Brookeborough

Wappen der Viscounts Brookeborough

Viscount Brookeborough, of Colebrooke in the County of Fermanagh, ist ein erblicher britischer Adelstitel in der Peerage of the United Kingdom.
Stammsitz der Familie ist Colebrooke Park bei Enniskillen im County Fermanagh.

## Verleihung und nachgeordnete Titel
Der Titel wurde am 1. Juli 1952 für den damaligen Premierminister von Nordirland und Chef der Ulster Unionist Party Sir Basil Brooke, 5. Baronet, geschaffen.
Er hatte bereits 1907 von seinem Vater den Titel 5. Baronet, of Colebrooke in the County of Fermanagh, geerbt, der am 7. Januar 1822 für seinen Vorfahren Henry Brooke, einen Abgeordneten des britischen Unterhauses, geschaffen worden war. Die Baronet-Würde gehört zur Baronetage of the United Kingdom und wird als nachgeordneter Titel des Viscounts geführt.
Field Marshal Alan Brooke, 1. Viscount Alanbrooke, war der sechste Sohn des dritten Baronets und damit ein Onkel des ersten Viscounts.

## Liste der Viscounts Brookeborough und Brooke Baronets

### Brooke Baronets, of Colebrooke (1822)
- Sir Henry Brooke, 1. Baronet (1770–1834)
- Sir Arthur Brinsley Brooke, 2. Baronet (1797–1854)
- Sir Victor Alexander Brooke, 3. Baronet (1843–1891)
- Sir Arthur Douglas Brooke, 4. Baronet (1865–1907)
- Sir Basil Stanlake Brooke, 5. Baronet (1888–1973) (1952 zum Viscount Brookeborough erhoben)

### Viscounts Brookeborough (1952)
- Basil Stanlake Brooke, 1. Viscount Brookeborough (1888–1973)
- John Warden Brooke, 2. Viscount Brookeborough (1922–1987)
- Alan Henry Brooke, 3. Viscount Brookeborough (* 1952)

Mutmaßlicher Titelerbe (Heir Presumptive) ist der jüngere Bruder des jetzigen Viscounts, Hon. Christopher Brooke.